# 佐野城
佐野城（さのじょう）は、栃木県佐野市若松町（下野国安蘇郡佐野）にあった日本の城（平山城）。別名春日岡城・春日城・姥城（うばがじょう）。佐野市指定史跡。

## 概要
佐野氏は元々佐野の北部にある唐沢山城を拠点としていた。佐野氏は北条氏から養子を迎えていたため、小田原征伐の際には滅亡の危機を迎えた。だが、一族の佐野房綱が豊臣秀吉に仕えていたため、役後に房綱が当主に就くことで断絶を免れた。その後、房綱は豊臣氏近臣である富田氏から信吉を養子に迎えて家の安泰を図った。豊臣政権側も同城を江戸城の徳川家康を牽制するために活用しようと図った。ところが、関ヶ原の戦いによって徳川政権が成立したことによって佐野氏を継いでいた佐野信吉の立場は微妙となった。
1602年（慶長7年）佐野氏は徳川家康の意向を受けて、上杉謙信の攻撃をもしのいだ山城の唐沢山城を廃して麓に新規に佐野城を築城した。唐沢山城の廃止理由としては、江戸大火展望説、山城禁令説、豊家縁故説などが出されている。理由は明らかではないものの、徳川政権の本拠地である江戸の近くに豊臣氏に近い大名が山城を持つことが徳川氏にとって不都合であったことが推定される。
佐野城は春日岡にあった惣宗寺の跡地に新しい佐野氏の本拠地に相応しい近世城郭として築城され、築城途中の1607年（慶長12年）には城主である佐野信吉も唐沢山城から佐野城に移転して城下町も整備されたが、整備半ばの1614年（慶長19年）に突如佐野氏が改易されたために、わずか14年で廃城となった。
城の形式は連郭式の平山城で、東西約370メートル×南北約500メートルの規模を有する。城跡としては曲輪の跡や堀切・土塁などが残されている。外堀（水堀）は区画整理等により消滅した。南から三の丸・二の丸・本丸・北出丸と並び、各部分は堀切によって仕切られている。最も高い本丸の標高は約56メートルである。
1988年（昭和63年）から1998年（平成10年）にかけて佐野市による発掘調査が行われ、現在は佐野城山公園となっている。また、築城によって移転を命じられた惣宗寺は今日でも「佐野厄除け大師」の愛称で広く知られている。

## 現地情報
所在地
- 栃木県佐野市若松町425

交通
- 東日本旅客鉄道（JR東日本）両毛線・東武佐野線 佐野駅城山公園口から徒歩約７分